# Батт, Симранжит Каур
Симранжит Каур (в.-пандж. ਸਿਮਰਨਜੀਤ ਕੌਰ; род. 10 июля 1995 года) — индийская боксёрша. Призёр чемпионатов мира 2018 и Азии 2019 года. Член сборной Индии по боксу.

## Карьера
Призёр национального чемпионата в весовой категории до 64 кг. 
На 10-м чемпионате мира по боксу среди женщин в Индии, в поединке 1/2 финала, 23 ноября 2018 года, индийская спортсменка встретилась с китайской спортсменкой Доу Дан, уступила ей 1:4 и завершила выступление на мировом первенстве, завоевав бронзовую медаль турнира.